# Damian Chrzanowski (úszó)
Damian Arkadiusz Chrzanowski (Płock, 1998. június 7. –) lengyel úszó.

## Élete
2015-ben Bakuban, az első Európa játékokon a legjobb helyezése, amit elért az a 200 méteres pillangó döntőjében volt, ahol a 7. helyen végzett. A férfi 4 × 100 méteres vegyes váltó előfutamában a csapat harmadikként ért célba, de a fináléban már Michal Chudy vette át a helyet, aki társaival szintén harmadikként zárta a viadalt.
2016-ban Hódmezővásárhelyen, a 43. Aréna junior úszó-Európa-bajnokság 200 méter pillangó fináléjában bronzérmet szerzett, csakúgy mint a férfi 4 × 100 méteres vegyes váltóval.